# ميراندا بودينهوفر
ميراندا بودينهوفر (بالإسبانية: Miranda Bodenhöfer)‏ ولدت في سانتياغو بتشيلي في 17 أيار/مايو من العام 1990، وهي راقصة باليه وممثلة تشيلية معروفة بدورها في الفيلم الإسباني التشيلي الراقصة واللص (بالإنجليزية: The Dancer and the Thief)‏.

## السيرة الذاتية
تنتمي ميراندا إلى أسرة فنية، فهي ابنة الموسيقار أندرياس بيدينهوفر والممثلة فيرونيكا غونزاليس، كما أن العديد من أفراد عائلتها يشتغلون في التلفزيون. في سن الثانية عشر، بدأت تأخد دروس في الرقص الكلاسيكي وبعد سنتين أخذت دروسا في الباليه من المدرسة الوطنية الكوبية. وفي وقت لاحق حضرت غيرها من مدارس الرقص على غرار مدرسة جون كرانكو في شتوتغارت بألمانيا وأكاديمية هيوستن بن ستيفنسون للباليه في هيوستن، الولايات المتحدة.

كانت تبلغ ميراندا من العمر 16 سنة عندما اكتشفها فيرناندو ترويبا كراقصة ماهرة للباليه خصوصا بعد أدائها المتميز في مسرح البلدية في سانتياغو. وبعد سنتين من الاختبارات والمنافسات مع العديد من الراقصات، عادت ميراندا إلى سانتياغو حيث جسدت شخصية فيكتوريا في فيلم الراقصة واللص ، وقد صرحت قائلة: 

## قائمة أعمالها
| عنوان الفيلم  | العنوان الأصلي          | سنة الإصدار | الدور    |
| ------------- | ----------------------- | ----------- | -------- |
| الراقصة واللص | Em Baile De la Victoria | 2009        | فيرونيكا |

## روابط خارجية
- ميراندا بودينهوفر على موقع IMDb (الإنجليزية)
- ميراندا بودينهوفر على موقع قاعدة بيانات الفيلم (الإنجليزية)